# Perlriesling
Perlriesling ist eine Weißweinsorte. Es handelt sich um eine Neuzüchtung aus Riesling und Perle von Csaba. Die Kreuzung erfolgte durch Josef Csizmazia an der Versuchsstation für Weinbau und Kellerwirtschaft in Eger, Ungarn. Jozef Csizmazia erhielt 1994 für seine Züchtungen die Peter-Morio Medaille. Der ungarische Name der Rebsorte lautet Gyöngyrizling. 
Der eher säurerame, extraktreiche Wein hat ein ausgeprägt aromatisches Bouquet, das er von der Perle von Csaba erbte.
Synonyme: Gyongyrizling, Merengö 2
Abstammung: Riesling (Klon GM 239) × Perle von Csaba.